# Barong (mythologie)
Pour les articles homonymes, voir Barong.

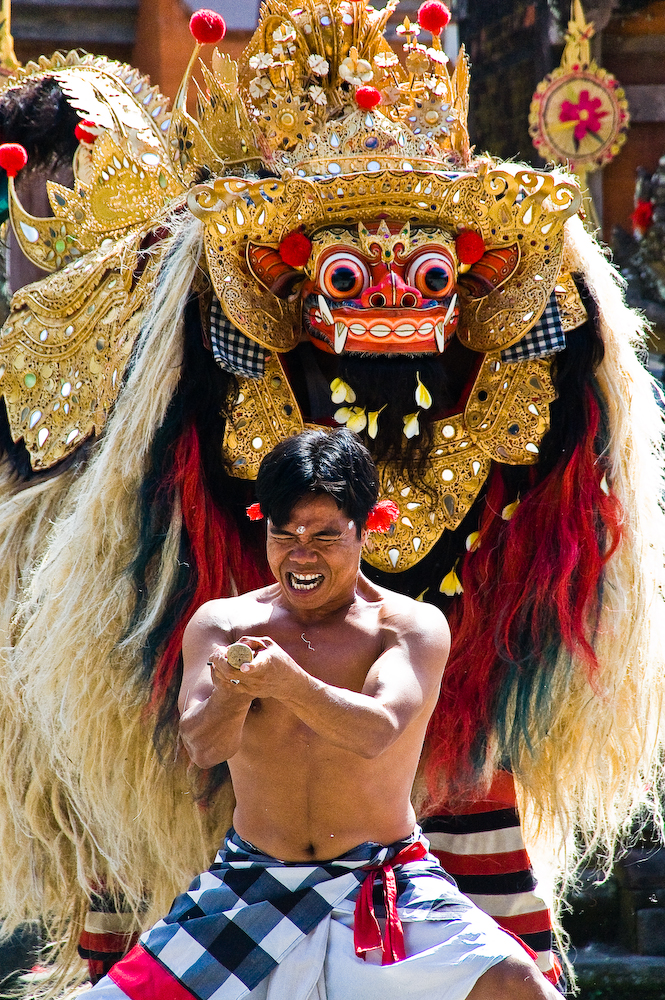
Barong et danseur maniant un kriss

Barong (littéralement « géant ») est une créature mythologique balinaise ressemblant à un lion. Il est le Banaspati rajah (seigneur de la forêt), chef des forces du bien et ennemi de Rangda, la reine démon, chef d'une armée de sorcières. La bataille entre Barong et Rangda représente la lutte éternelle du bien et du mal et est figurée par la danse du Barong (aussi appelée « le barong »).

## Une créature légendaire

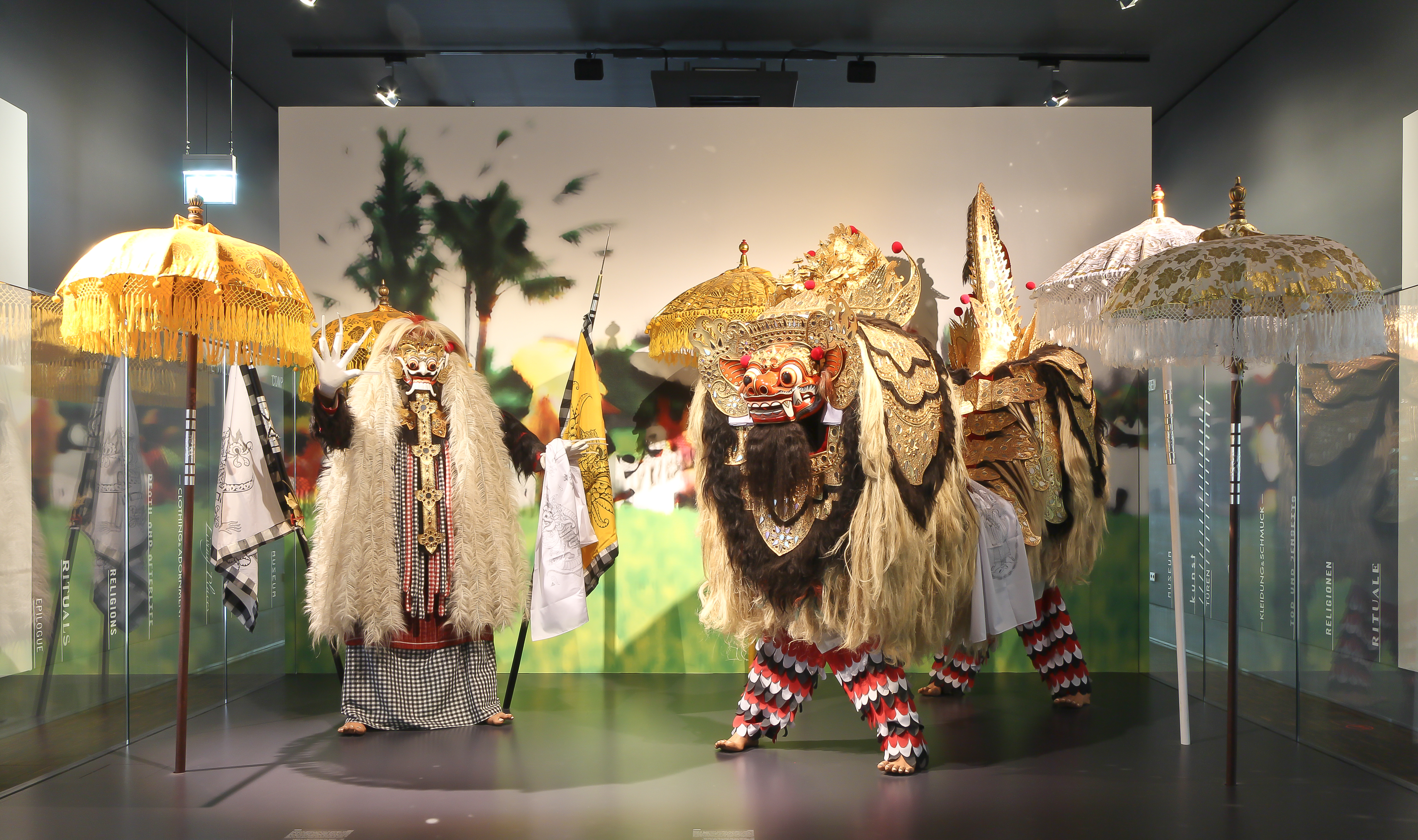
Rangda (à gauche) et Barong (à droite).

Barong est un génie tutélaire, l'une des plus importantes figures de la mythologie balinaise. C'est une créature représentant le bien et qui est considérée comme le seigneur de la forêt. Il apparaît notamment dans le Calon Arang. Son origine est incertaine mais il serait né du culte animiste local des animaux protecteurs bien avant l'arrivée de l'hindouisme sur l'île.
Chaque région de Bali a son barong modelé à partir d'une inspiration différente. On peut citer :
- Le Barong Ket : le Barong-lion, le plus commun, surtout utilisé dans le kabupaten de Gianyar.
- Le Barong Landung : un Barong géant dont la forme rappelle les marionnettes ondel-ondel des Betawi.
- Le Barong Celeng : le Baron-sanglier.
- Le Barong Macan : le Barong-tigre.
- Le Barong Naga : le Barong-dragon.

## Danse

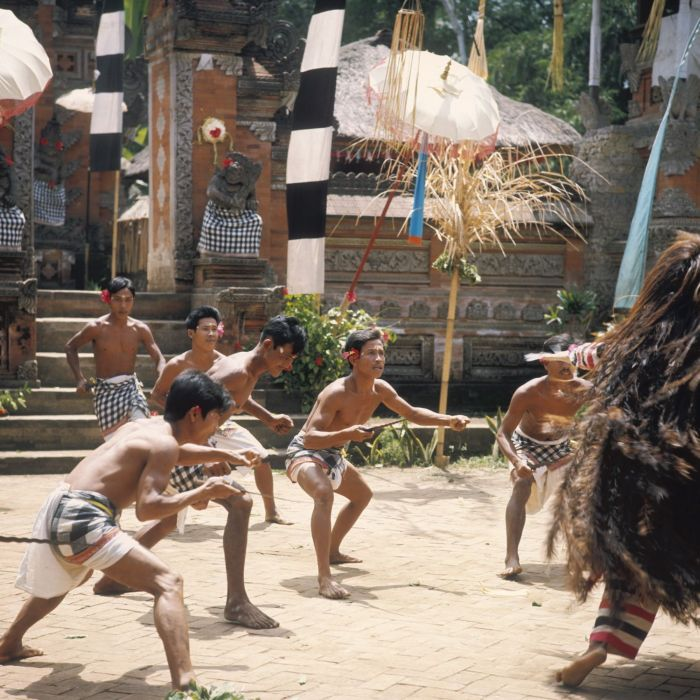
Les danseurs aux kriss attaquent Rangda (1971).

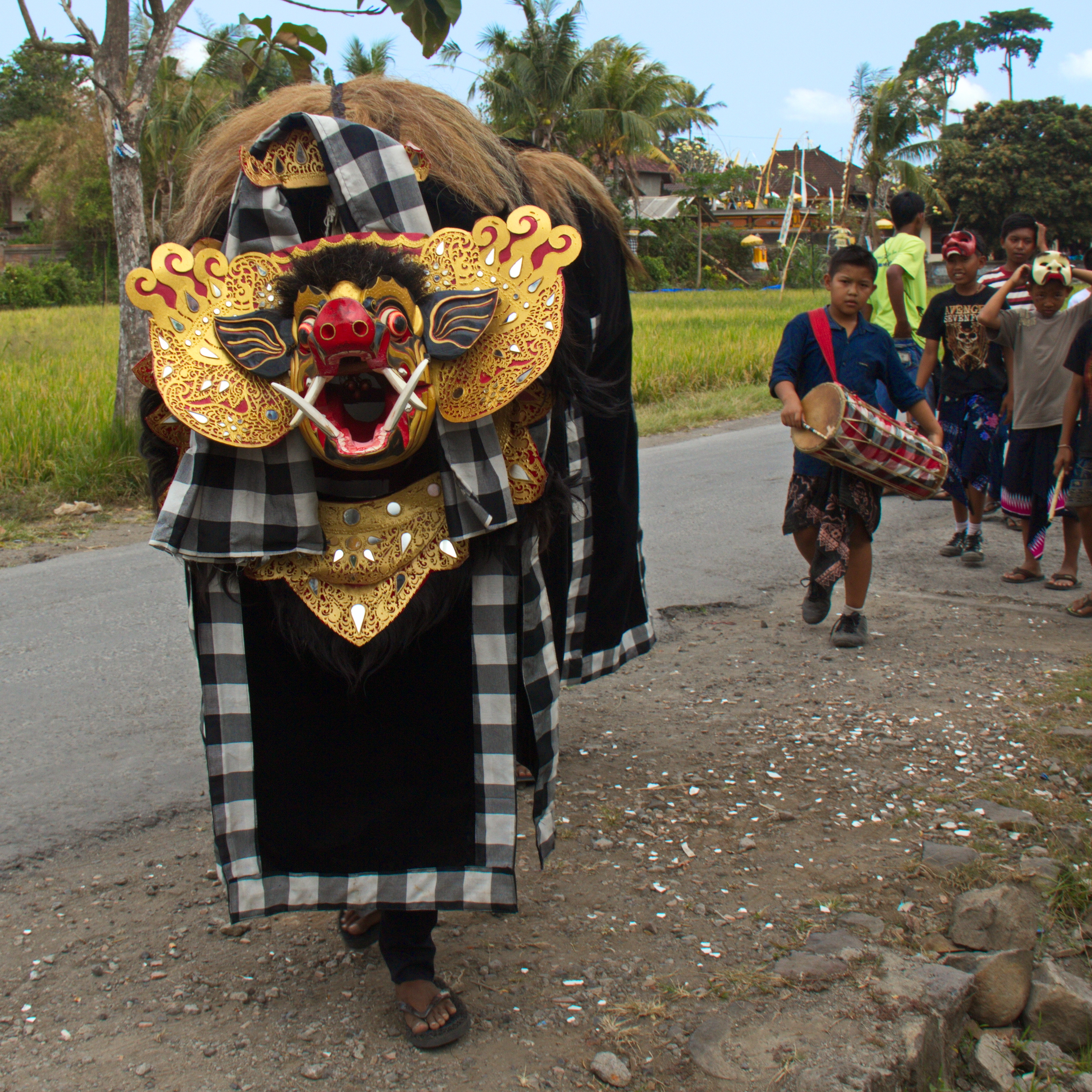
Barong Bangkal

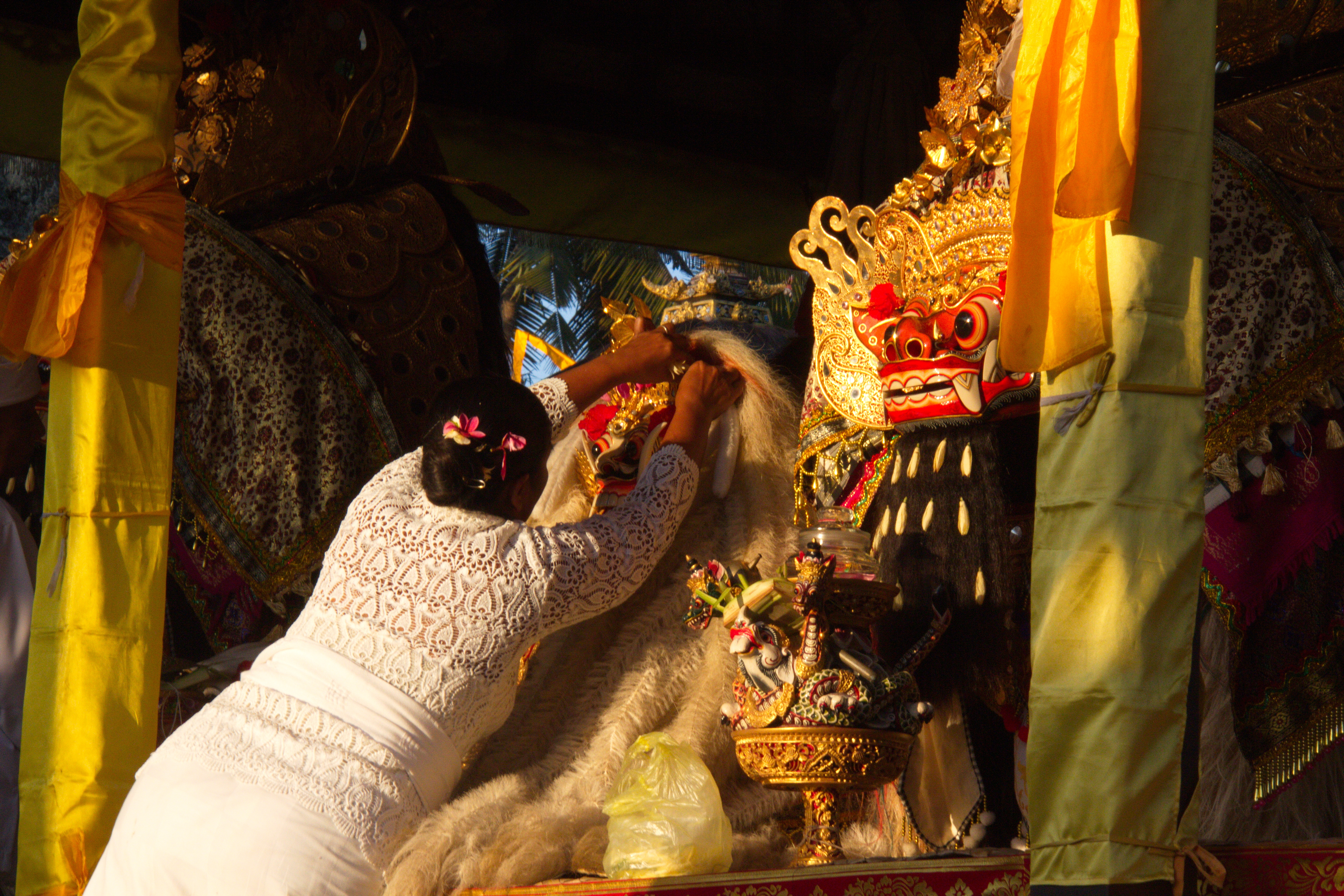
Barong Ket & Rangda

La danse théâtrale du Barong se déroule en plusieurs actes. Les mises en scène traditionnelles mettent en scène le combat entre Barong et Rangda. Voici un modèle possible, :
- En préambule, un échange comique entre un singe et Barong et une performance de legong.
- Punda et Wijiru, les servants de la reine Kunti, expliquent tristement que le prince Sadewal doit être sacrifié à Rangda. La sorcière Kalika, apprentie de Rangda, apparaît soudainement et effraie les servants. Un ministre vient plaider la cause du prince.
- La reine Kunti est incapable de se résoudre à sacrifier son fils Sadewa. Kalika lui lance un sort qui change d'avis et ordonne au ministre d'emmener le prince dans la forêt. Le ministre obéit à contre-cœur. Kalika le transforme en ogre à l'aide d'un sortilège. Il attache le prince à un arbre.
- Le prince se lamente. Le Dieu Shiva apparaît alors et se prend de sympathie pour lui. Il décide de lui accorder l'immortalité. Rangda apparaît avec ses serviteurs et attaque le prince. Cependant, elle est incapable de le tuer. Rangda lui demande alors de renvoyer son esprit au paradis. Ce qu'il parvient à faire à l'aide d'une simple fleur. Kalika lui demande la même faveur mais le prince refuse. Folle de colère, elle l'attaque mais celui-ci la transforme en cochon à l'aide des pouvoirs que Shiva lui a accordé. Elle est par la suite coupée en morceaux.
- Kalika se métamorphose en un oiseau appelé Garuda et attaque le prince, sans succès. À son dernier essai, elle se transforme en Rangda et le prince en Barong. Le combat entre les deux personnages atteint son apogée. Une douzaine d'hommes viennent prêter main-forte au prince mais retournent leurs kriss contre eux-mêmes. Barong les protège en durcissant leur peau. Le combat entre Barong et Rangda continue et se conclut sans que l'on sache qui est le vainqueur.

Cette danse du Barong est un aperçu destiné aux touristes. Lors des odalans (anniversaires des temples), sa présence lors des cérémonies rituelles de purification donne lieu à des transes.
Le costume de Barong est fabriqué avec une armature en rotin couverte de poils et d'un masque stylisé. Les brahmanes sont la seule caste autorisée à pouvoir sculpter les masques de Barong.